# James Elroy Flecker
James Elroy Flecker (5 november 1884 - 3 januari 1915) was een Engelse dichter, romanschrijver en toneelschrijver. Als dichter werd hij het meest beïnvloed door de Parnasse.

## Biografie
Geboren op 5 november 1884 in Lewisham, Londen, en gedoopt als Herman Elroy Flecker, besloot hij later om zijn voornaam "James" te gebruiken. Dit deed hij ofwel omdat hij de naam "Herman" niet leuk vond, ofwel om verwarring met zijn vader te voorkomen. "Roy", zoals zijn familie hem noemde, werd opgeleid op de Dean Close School in Cheltenham, waar zijn vader directeur was. Later ging hij ook nog naar Uppingham School. Hij studeerde aan het Trinity College in Oxford en later aan het Gonville and Caius College in Cambridge. Gedurende zijn tijd in Oxford werd hij sterk beïnvloed door de laatste bloei van het estheticisme, dat in Oxford geleid werd door John Adding Symonds. Ook was hij een goede vriend van de classicist en kunsthistoricus John Beazley.
Flecker werkte vanaf 1910 bij de diplomatieke dienst in het Oost-Mediterraan gebied. Op een boot naar Athene ontmoette hij Helle Skiadaressi en in 1911 trouwden ze.
Flecker overleed op 3 januari 1915 in Davos, Zwitserland aan tuberculose. Zijn overlijden op dertigjarige leeftijd werd destijds beschreven als "ongetwijfeld het grootste voortijdig verlies dat de Engelse literatuur heeft geleden sinds de dood van John Keats."

## Werk en invloed
De passage van Fleckers versdrama Hassan... The Golden Journey to Samarkand, dat op de klok van de barakken van het 22e Special Air Service-regiment in Hereford staat gegraveerd, verleent ons een belangrijke getuigenis van Fleckers werk.
We are the Pilgrims, master; we shall go
Always a little further; it may be
Beyond that last blue mountain barred with snow
Across that angry or that glimmering sea.
Dezelfde inscriptie staat ook op het monument van de New Zealand Special Air Service in Rennie Lines in het Papakura legerkamp in Nieuw-Zeeland.

## Werken
Poëzie
- The Bridge of Fire (1907)
- Thirty-Six Poems (1910)
- Forty-Two Poems (1911)
- The Golden Journey to Samarkand (1913)
- The Old Ships (1915)
- Collected Poems (1916)

Romans
- The Last Generation: A Story of the Future (1908)
- The King of Alsander (1914)

Drama
- Hassan (1922; volledige titel Hassan: The Story of Hassan of Baghdad and How he Came to Make the Golden Journey to Samarkand)
- Don Juan (1925)

Overig
- The Grecians (1910)
- The Scholars' Italian Book (1911)
- Collected Prose (1920)
- The Letters of J.E. Flecker to Frank Savery (1926)
- Some Letters from Abroad of James Elroy Flecker (1930)